# Hespérie de la mauve
Pyrgus malvae
Espèce
L’Hespérie de la mauve, Tacheté ou Hespérie de l'ormière (Pyrgus malvae) est une espèce de lépidoptères (papillons) de la famille des Hesperiidae et de la sous-famille des Pyrginae.

## Systématique
L'espèce Pyrgus malvae a été décrite par le naturaliste suédois Carl von Linné en 1758, sous le nom initial de Papilio malvae.

### Sous-espèces

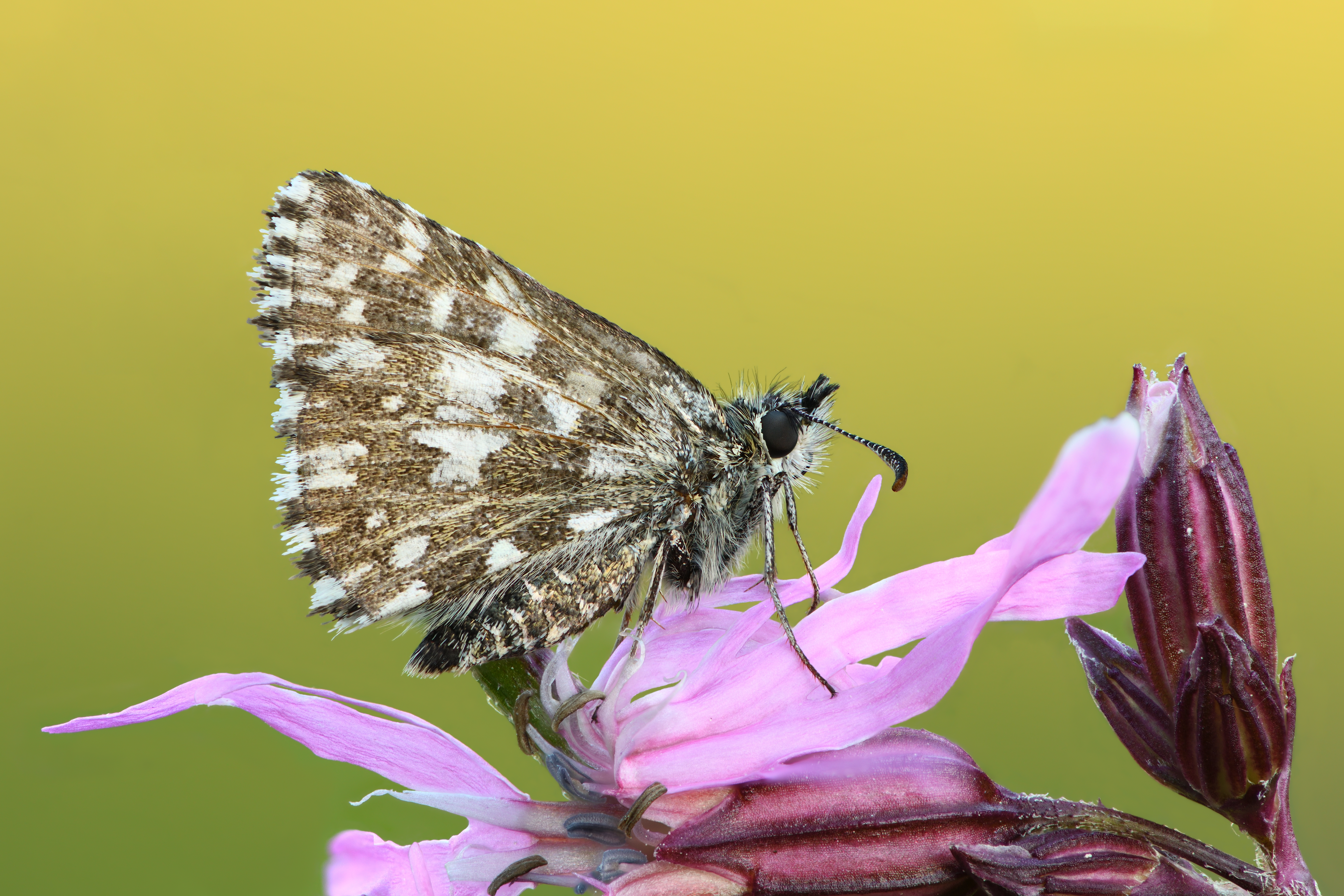

- Pyrgus malvae malvae Linnaeus, 1758 — localité-type : Finlande[2]
- Pyrgus malvae kauffmanni Alberti, 1955[1]

L'espèce jumelle allopatrique Pyrgus malvoides (Hespérie de l'aigremoine) est considérée par certains auteurs comme une sous-espèce de Pyrgus malvae, sous le nom de Pyrgus malvae malvoides (Elwes & Edwards, 1897).

## Noms vernaculaires
- en français : l'Hespérie de la mauve, l'Hespérie de l'ormière[3], le Tacheté, l'Hespérie du chardon
- en anglais : grizzled skipper
- en allemand : Kleiner Würfel-Dickkopffalter
- en espagnol : Ajedrezada menor[1]

## Description
L'imago de Pyrgus malvae est un petit papillon au dessus des ailes brun-noir, orné aux quatre ailes d'un ensemble de taches blanches bien marquées et d'une frange marginale blanche entrecoupée de noir. Le revers est plus clair, vert jaunâtre taché de blanc.
Pyrgus malvae est réputé indiscernable de Pyrgus malvoides par les caractères alaires ; les deux espèces diffèrent principalement par la structure de leurs organes génitaux.
La série de taches submarginales blanches bien marquées sur l'aile postérieure (et parfois sur l'aile antérieure) permet de distinguer ce couple d'espèces de la plupart des autres Pyrgus européens.

## Biologie

### Période de vol et hivernation
L'espèce vole en une génération dans le nord de l'Europe, et en deux générations entre mars et octobre dans le reste de son aire de répartition,.
Elle hiverne au stade de chrysalide.

### Plantes hôtes
Les plantes hôtes de la chenille sont principalement des Rosaceae, notamment des potentilles : Potentilla anglica, Potentilla anserina, Potentilla argentea, Potentilla erecta, Comarum palustre, Potentilla pedata, Potentilla sterilis, Potentilla verna ; Agrimonia eupatoria, Filipendula ulmaria, Fragaria vesca, Rubus idaeus, Rubus saxatilis,.
En attribuant l'épithète malvae à cette espèce, Linné pensait que sa plante hôte larvaire était principalement la mauve. En réalité, il a probablement fait une confusion avec une autre Hespérie, Carcharodus alceae, dont les chenilles se nourrissent de cette plante.[réf. nécessaire]

## Écologie et distribution
Pyrgus malvae est présente dans une grande partie de l'Europe (sauf l'Irlande, le nord de l'Angleterre et de la Scandinavie) et en Asie, du Moyen-Orient à la Mongolie et au Japon,. Dans la péninsule Ibérique, le Sud de la France et de la Suisse et l'Italie, elle est remplacée par l'espèce jumelle Pyrgus malvoides.
Le couple d'espèces est présent dans toute la France métropolitaine : Pyrgus malvae occupe approximativement les deux tiers nord du pays, et Pyrgus malvoides le tiers sud.

### Biotope
Pyrgus malvae se rencontre dans les lieux herbus fleuris.

### Protection
L'espèce n'a pas de statut de protection particulier en France.